# Henryk Stażewski

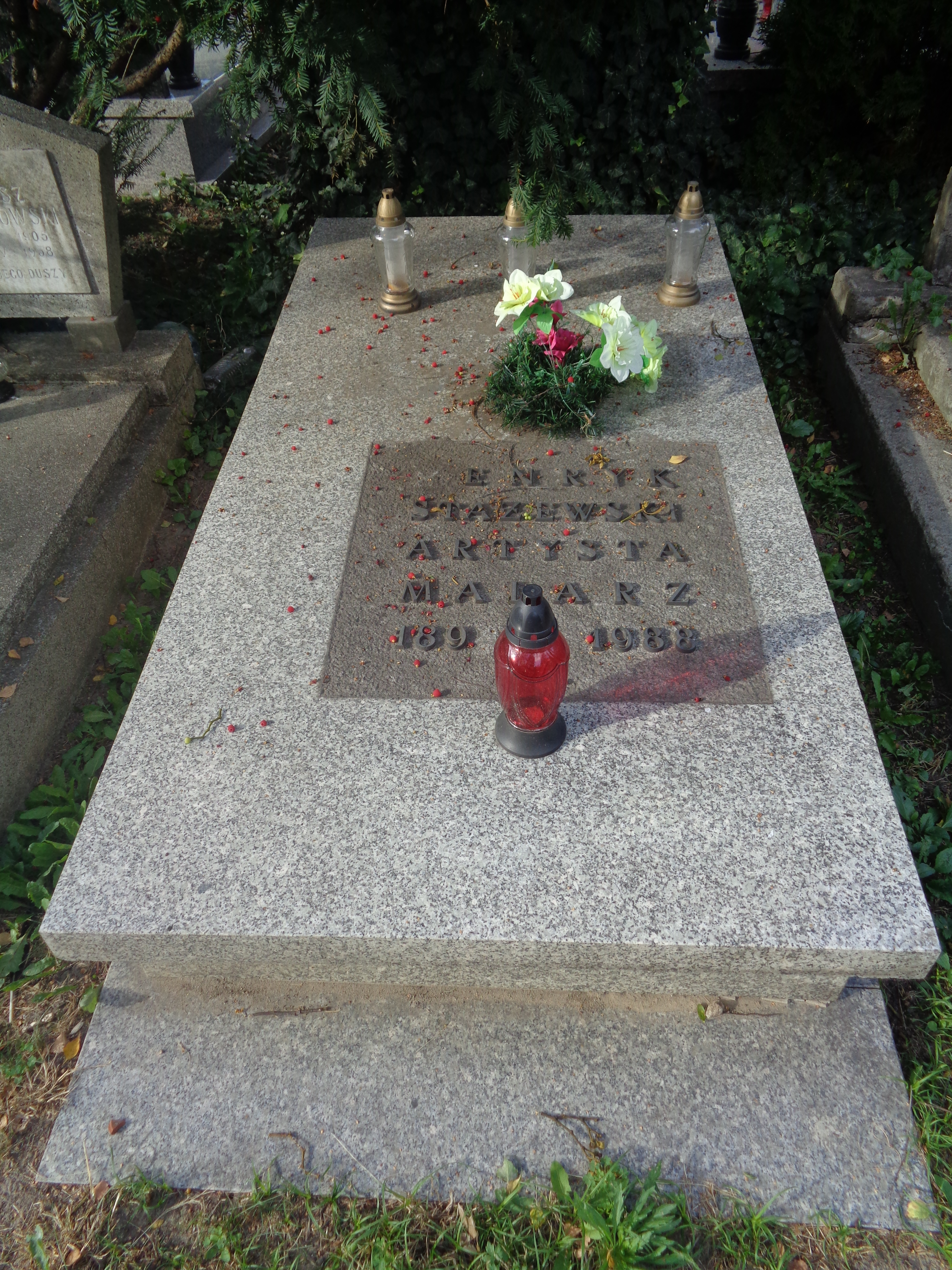
Grób Henryka Stażewskiego na cmentarzu Wojskowym na Powązkach w Warszawie

Henryk Stażewski (ur. 9 stycznia 1894 w Warszawie, zm. 10 czerwca 1988 tamże) – polski malarz związany z kierunkami awangardowymi, przedstawiciel konstruktywizmu. W swojej twórczości poświęcił się abstrakcji geometrycznej.

## Życiorys
Syn Rafała. Studia artystyczne odbył w latach 1913–1919 w warszawskiej Szkole Sztuk Pięknych w pracowni Stanisława Lentza. Związał się z pierwszym polskim ugrupowaniem awangardowym założonym w 1917, nazwanym Ekspresjoniści polscy, zaś w 1919 przemianowanym na Formiści. Zadebiutował w 1920, pokazując swe prace wraz z formistami w warszawskim Towarzystwie Zachęty Sztuk Pięknych. W 1921 prezentował swe obrazy wraz z Mieczysławem Szczuką w awangardowym Polskim Klubie Artystycznym. W 1922 wziął udział w ekspozycji formistów F 9 w warszawskim Salonie Czesława Garlińskiego. W 1923 uczestniczył w Wystawie Nowej Sztuki w Wilnie i Międzynarodowej Wystawie Nowej Sztuki w Łodzi, które to wydarzenia zainicjowały ruch konstruktywistyczny w Polsce. Był członkiem założycielem grupy kubistów, konstruktywistów i suprematystów „Blok” (1924–1926) oraz ugrupowań, które rozszerzyły założenia programowe Bloku – Praesens (1926–1929) i a.r. (1929–1936); zajmował się też redagowaniem czasopism „Blok” i „Praesens", które utrzymywały liczne międzynarodowe kontakty z innymi awangardowymi ugrupowaniami, m.in. z holenderskim De Stijl. W pracach i teoriach Stażewskiego z okresu międzywojennego widoczne są bezpośrednie wpływy holenderskich artystów, takich jak Piet Mondriaan czy Theo van Doesburg. W 1965 r. brał udział w I Biennale Form Przestrzennych w Elblągu. Do dzisiaj w przestrzeni miasta można oglądać jego realizację.W 1964 r. oraz w 1965 r. brał udział w Plenerach w Osiekach.
Wraz z m.in. Edwardem Krasińskim i Tadeuszem Kantorem był współtwórcą warszawskiej Galerii Foksal. Jego prace znajdują się m.in. w Muzeum Górnośląskim w Bytomiu, Galerii Zachęta, Muzeum Sztuki w Łodzi. Jednym z jego uczniów był Roman Orłow.
Zniszczonemu trzęsieniem ziemi w 1963 Skopje podarował obraz, który stał się częścią stałej międzynarodowej ekspozycji.
Od 1970 mieszkał wspólnie z Edwardem Krasińskim w pracowni na ostatnim piętrze bloku przy ul. Świerczewskiego (obecnie al. „Solidarności”) w Warszawie. Po śmierci Stażewskiego, w 1988, Krasiński mieszkał tam do końca swojego życia (2004). Od 2007 mieści się tam Instytut Awangardy. 
Zmarł w Warszawie, pochowany na cmentarzu Wojskowym na Powązkach (kwatera K-2-23).

## Ordery i odznaczenia
- Złoty Krzyż Zasługi (11 lipca 1955)[6]
- Medal 10-lecia Polski Ludowej (19 stycznia 1955)[7]
- Odznaka tytułu honorowego „Zasłużony dla Kultury Narodowej” (1987)[8]

## Galeria

Kompozycja pionowa nieograniczona, Sympozjum Plastyczne Wrocław '70, kolekcja MWW
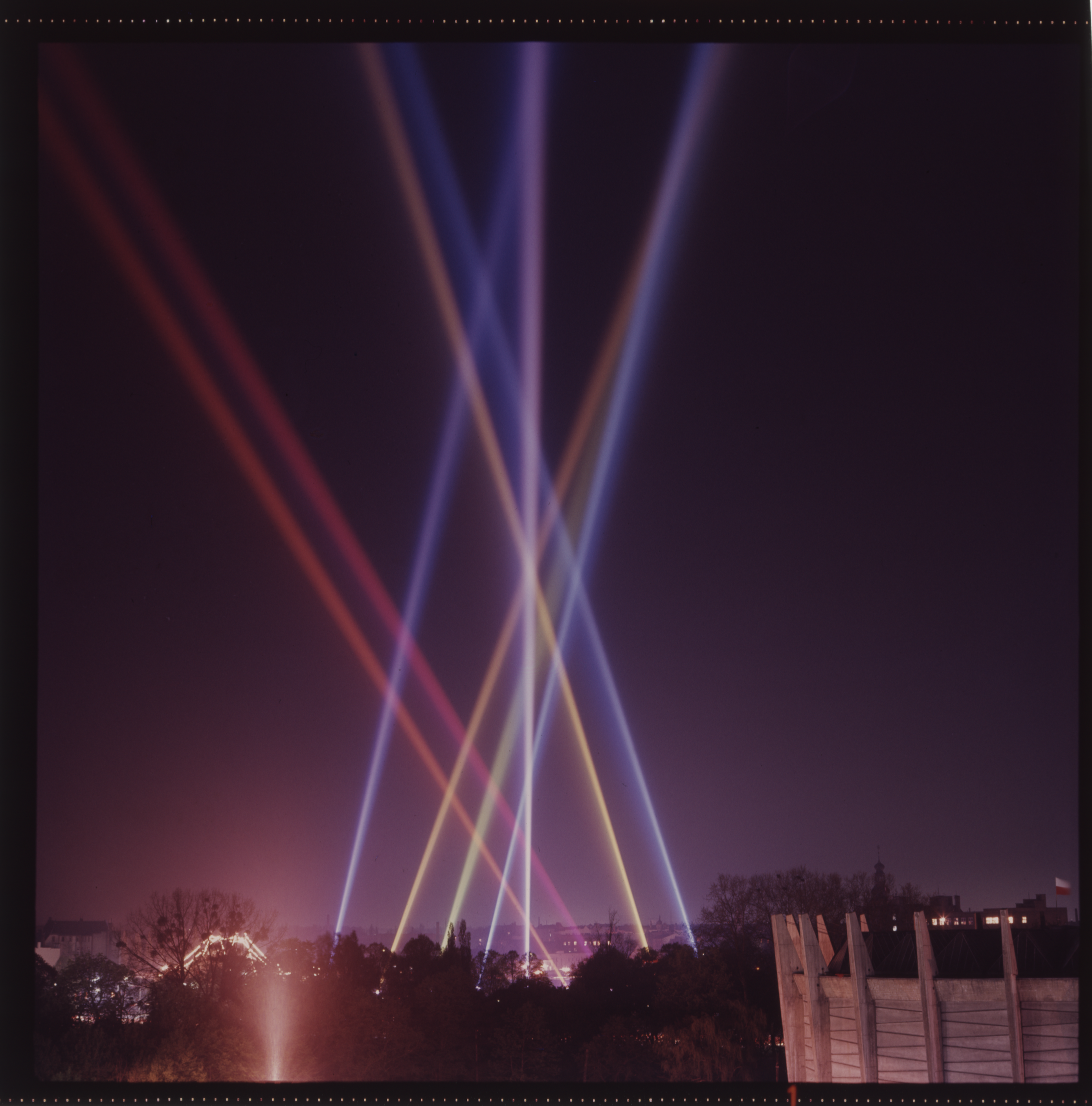
Kompozycja pionowa nieograniczona, Sympozjum Plastyczne Wrocław '70, kolekcja MWW
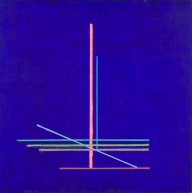
Bez tytułu (1985), zbiory Zachęty - Narodowej Galerii Sztuki